# Göttingen
Göttingen (phát âm tiếng Đức: [ˈɡœtɪŋən] ⓘ; Hạ Đức: Chöttingen [ˈçœtɪŋən]) là một đô thị đại học thuộc trong bang Niedersachsen, Đức. Đô thị này có diện tích 117,27 km². Đây là huyện lỵ của huyện Göttingen. Sông Leine chảy qua thị xã. Dân số cuối năm 2006 là 129.686 người.
Các đô thị sau đã được hợp nhất vào thành phố Göttingen:
- 1963: Herberhausen)
- 1964: Geismar, Grone, Nikolausberg, và Weende
- 1973: Deppoldshausen, Elliehausen, Esebeck, Groß Ellershausen, Hetjershausen, Holtensen, Knutbühren, và Roringen

## Hình ảnh

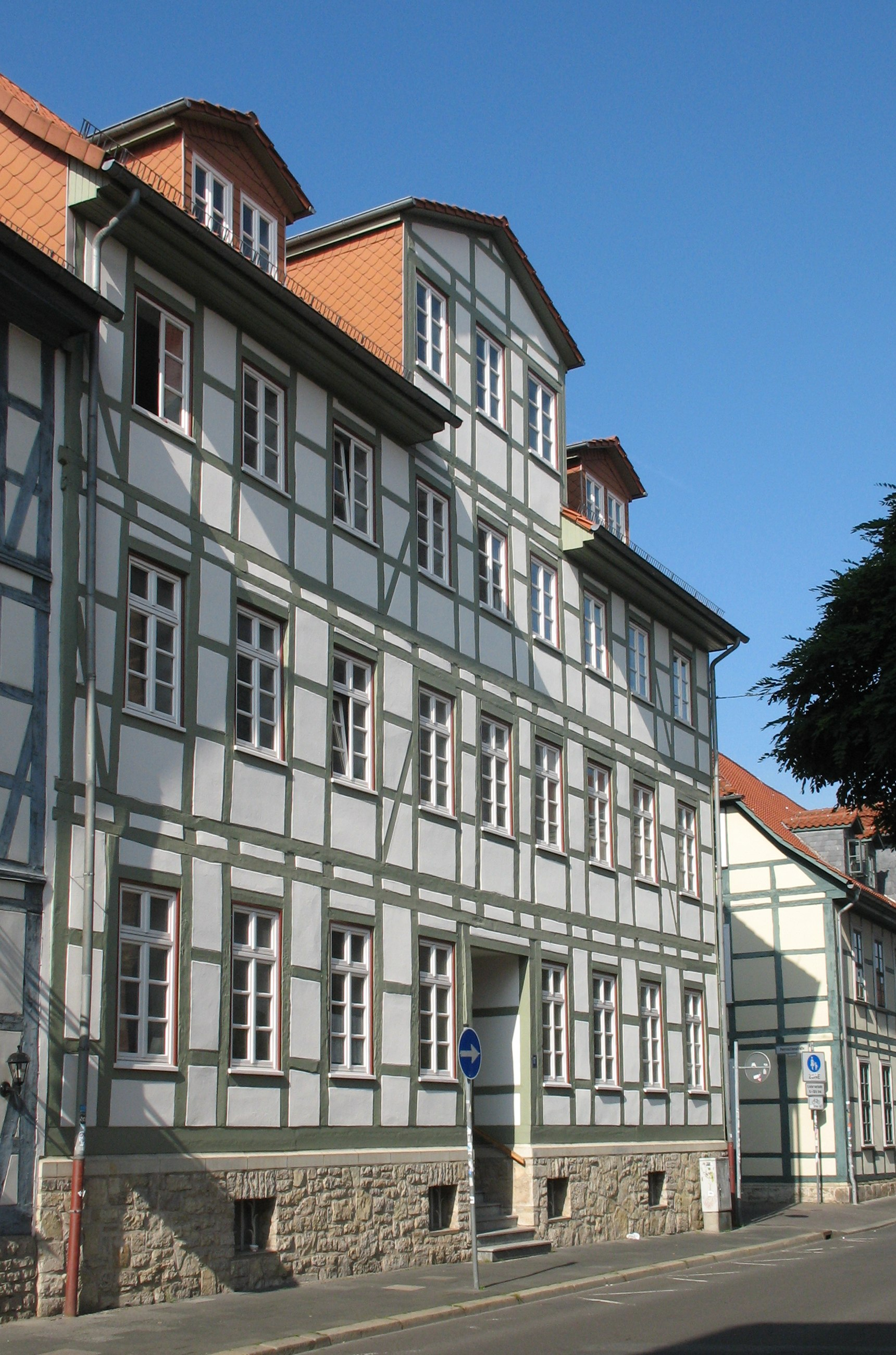
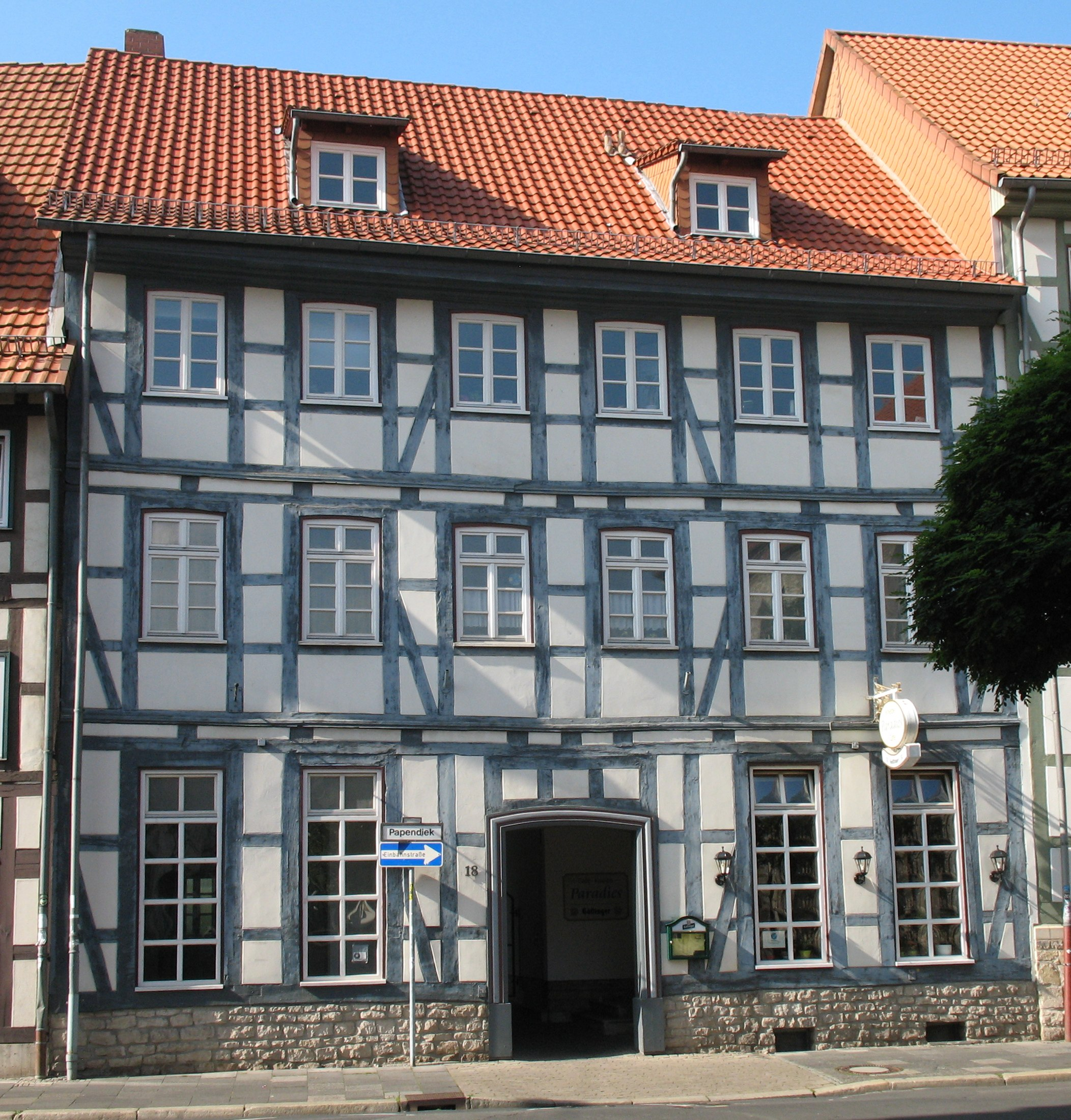
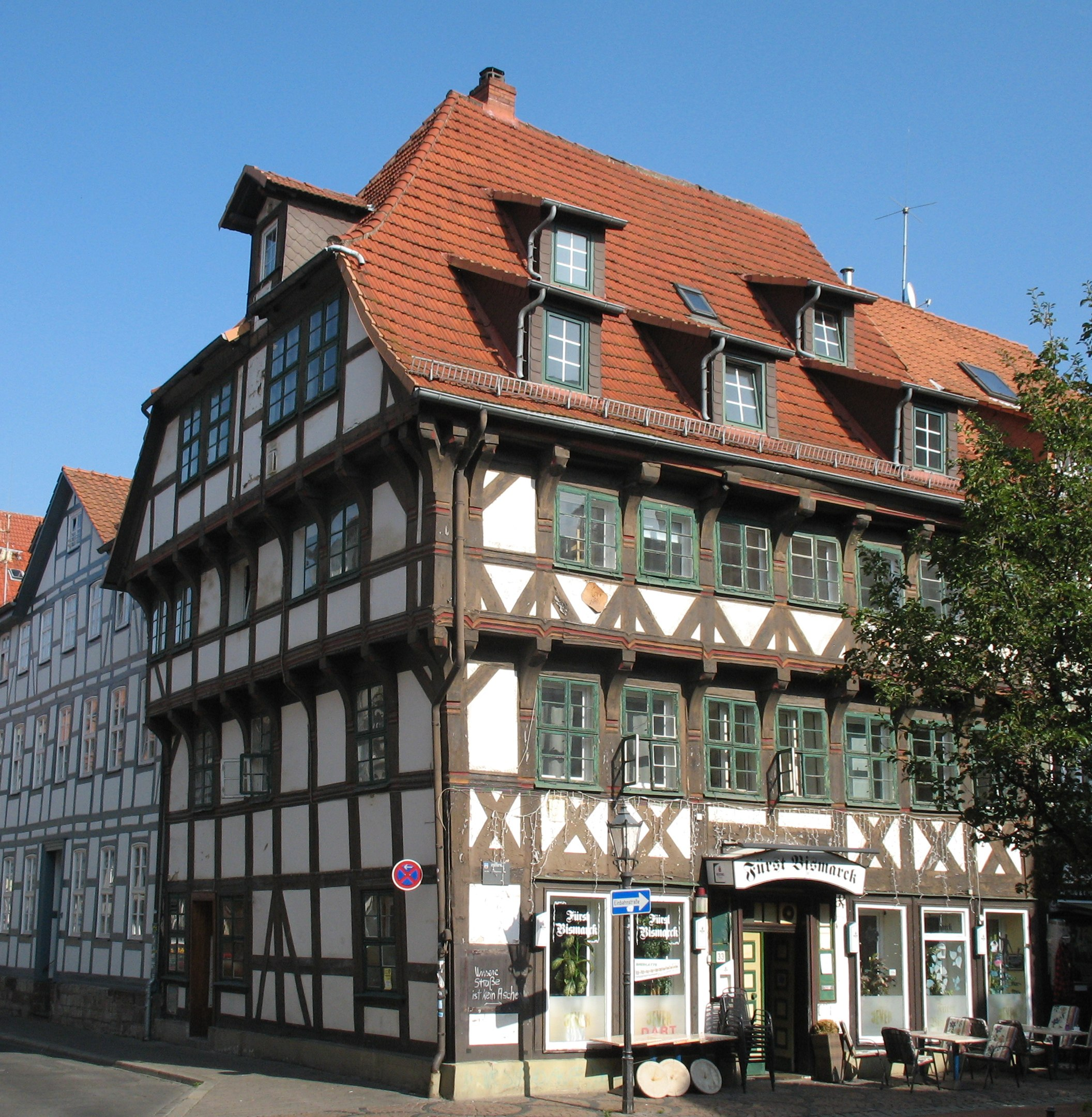
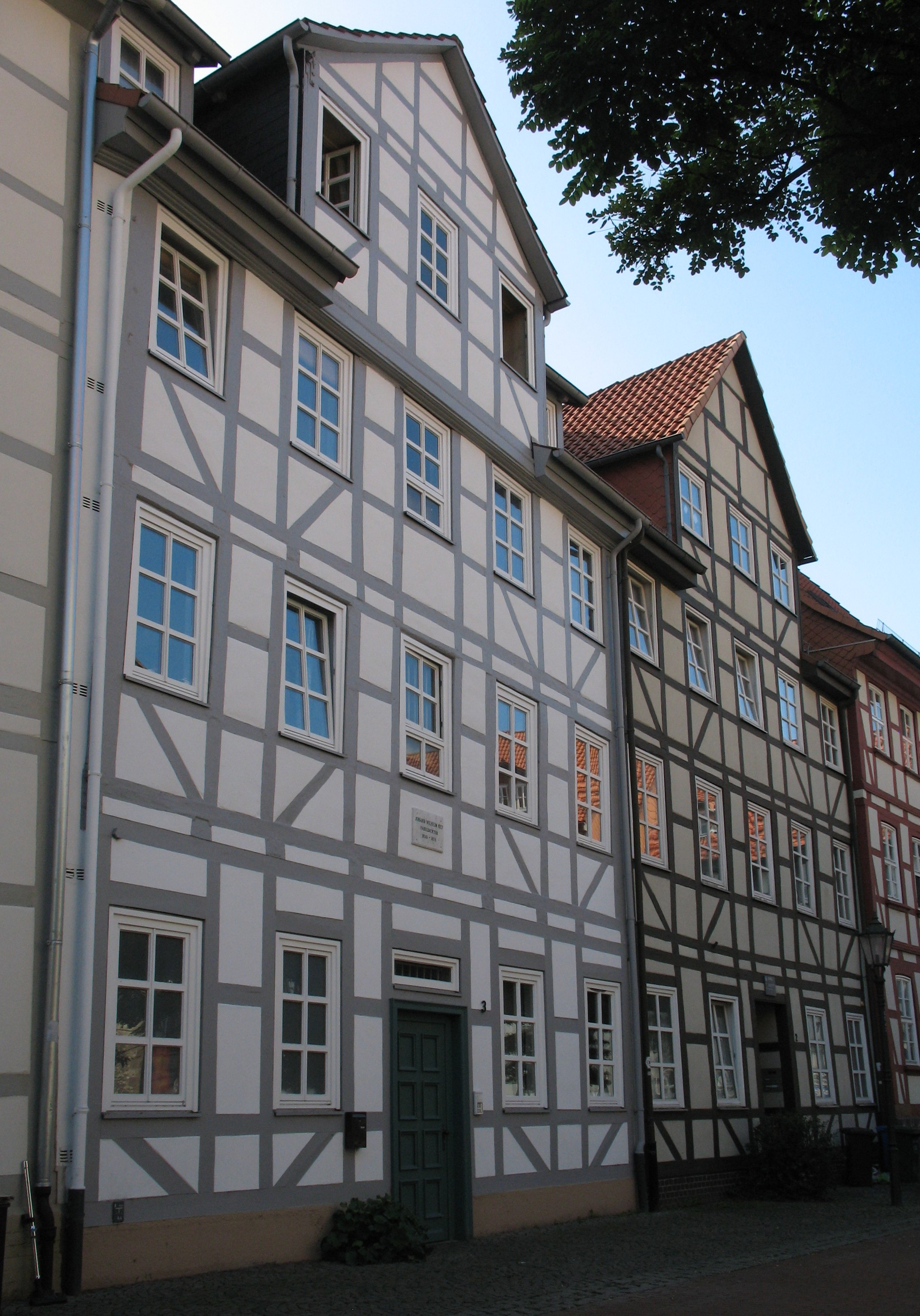
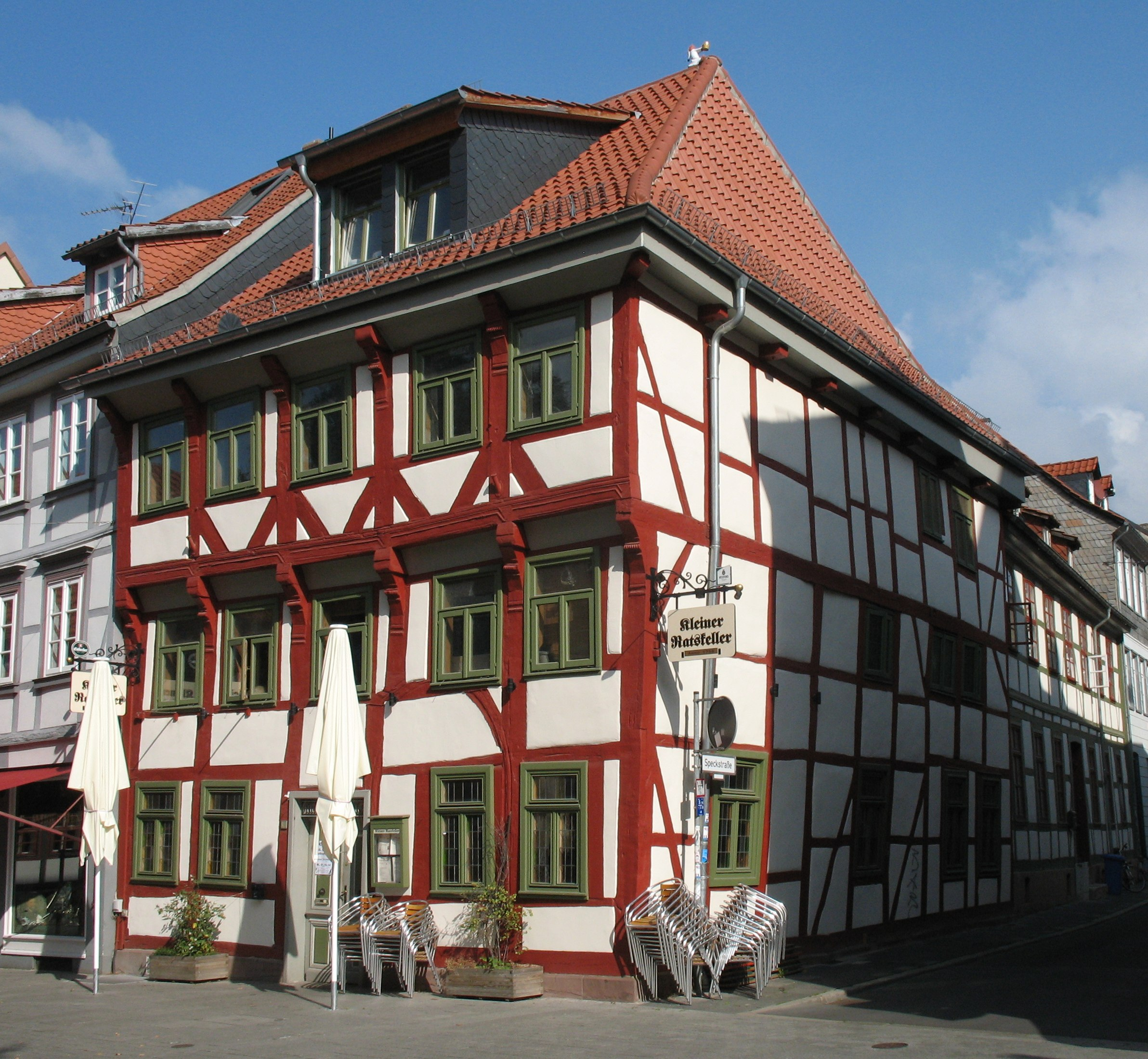

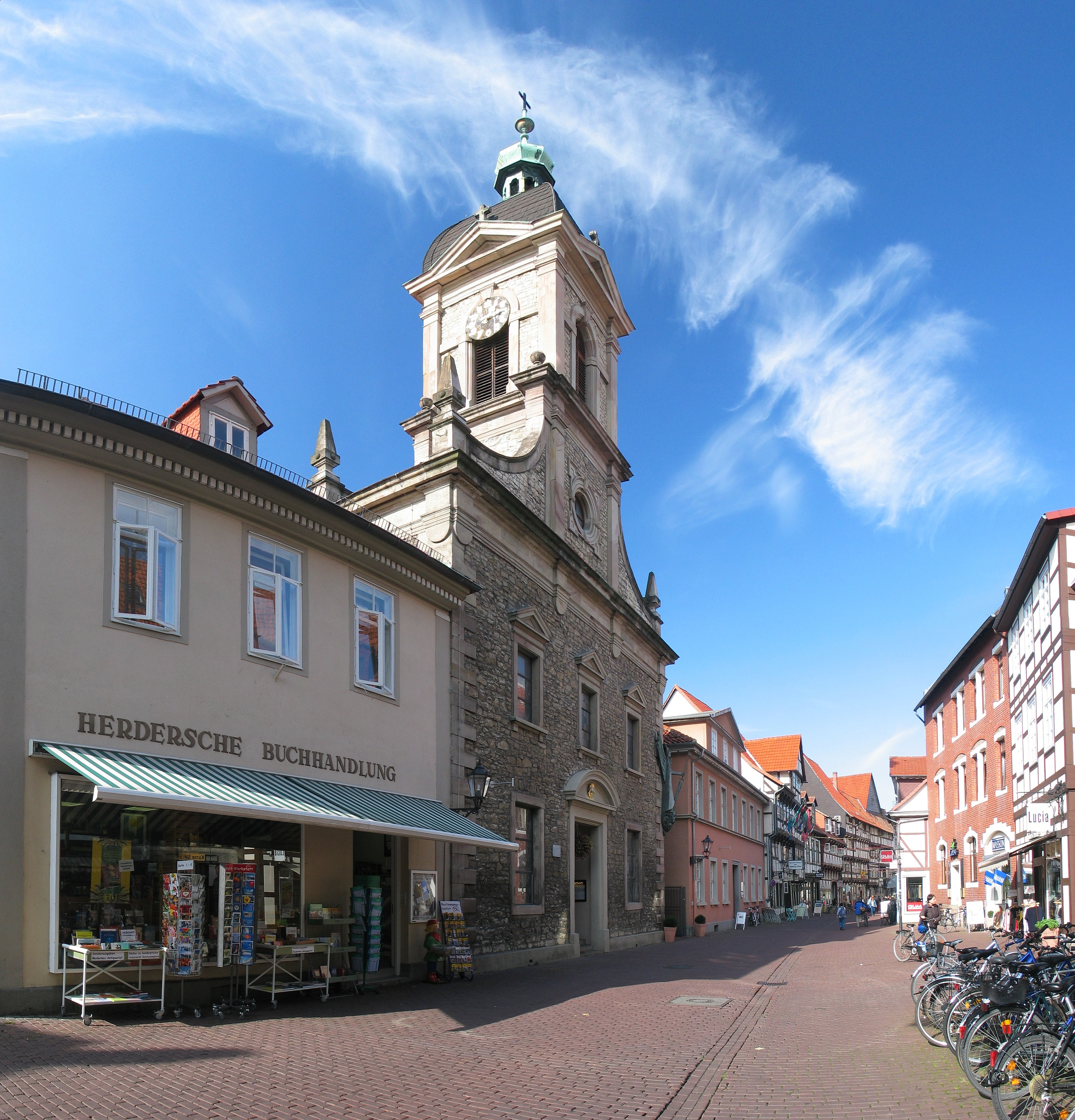
Nhà thờ St. Michael

## Kết nghĩa
- Borough of Hackney, London, UK
- Cheltenham, Anh (từ năm 1951)
- Cramlington, Anh (từ năm 1969)
- Pau, Pháp, từ năm 1962
- Toruń, Poland, từ năm 1978
- Wittenberg, Đức, từ năm 1988

## Người nổi tiếng sinh ra ở Göttingen
- Heinrich Ewald (16 tháng 11 năm 1803)
- Herbert Grönemeyer (12 tháng 4 năm 1956)
- Sandra Nasic (25 tháng 5 năm 1976)
- Bernhard Vogel (9 tháng 12 năm 1932)
- Hans-Jochen Vogel (3 tháng 2 năm 1926)
- Wolfgang Sartorius von Waltershausen (17 tháng 12 năm 1809)

## Trường đại học và cao đẳng
- Georg August University of Göttingen, http://www.uni-goettingen.de/
- German Aerospace Center, http://www.dlr.de/en/desktopdefault.aspx/tabid-343/470_read-664/ Lưu trữ ngày 4 tháng 6 năm 2011 tại Wayback Machine
- Private University of Applied Sciences, http://www.pfh.de/
- University of Applied Sciences and Arts, http://www.fh-goettingen.de Lưu trữ ngày 15 tháng 7 năm 2006 tại Wayback Machine
- Goethe-Institut Göttingen, http://www.goethe.de/goettingen/
- Max Planck Institute for Biophysical Chemistry
- Max Planck Institute for Experimental Medicine
- Max Planck Institute for History
- Max Planck Institute for Dynamics and Self-Organization
- German Primate Center, http://www.dpz.eu